# Бао Чжэн
Бао Чжэн (кит. упр. 包拯, пиньинь Bāo Zhěng; 999 — 1062) — китайский государственный деятель и судья времён эпохи империи Сун. Известен как прообраз мудрого, справедливого и неподкупного судьи Бао, главного героя ряда литературных произведений.

## Биография
Бао Чжэн родился в уезде Хэфэй области Лучжоу (сейчас эти места относятся к уезду Фэйдун провинции Аньхой). Он прилежно учился и успешно сдал государственные экзамены в 1027 году, получив высшую степень сановника — цзиньши. Был назначен магистратом уезда Цзяньчан, но предпочёл росту по карьерной лестнице возможность остаться ухаживать за престарелыми родителями (за что его впоследствии почитали как пример сыновней почтительности). Лишь после их кончины он в 39-летнем возрасте направлен в близлежащий город, где и снискал славу справедливого судьи. Затем в 1040 году его отправили магистратом на юг, в район Дуаньчжоу, где он раскрыл злоупотребления своих предшественников. 
После назначения имперским цензором в 1044 году предоставил императору Жэнь-цзуну по крайней мере 13 меморандумов с предложениями по военным, налоговым и экзаменационным реформам. В 1045 году отправлен посланником к династии Ляо. С 1057 по 1058 годы был префектом Кайфэна, тогдашней столицы империи Северная Сун. Будучи также министром финансов, он вёл скромную жизнь.
Во время своей службы, поднявшись до высших должностей империи, он сумел снизить налоги и проводил социально-ориентированную, либеральную политику. Бао был очень популярен в народе. Провёл немало судебных процессов против чиновников-расхитителей и коррумпированных госслужащих, в том числе и аристократического происхождения или даже родственников императора, причём не колеблясь приговаривал особо виновных к смертной казни. Он добился увольнения ряда некомпетентных чиновников, получивших свои назначения по принципу непотизма — включая дядю любимой наложницы императора. 
Во время наводнения в Кайфыне преодолел сопротивление влиятельных семей, чьи незаконно построенные у реки сады и павильоны вызвали затопление, и добился их демонтажа, чтобы побороть воду. Бао Чжэн вершил правосудие, невзирая на лица, — когда на его дядю-правонарушителя поступила жалоба в суд, приговорил того к 100 ударов палками. 

## В религии

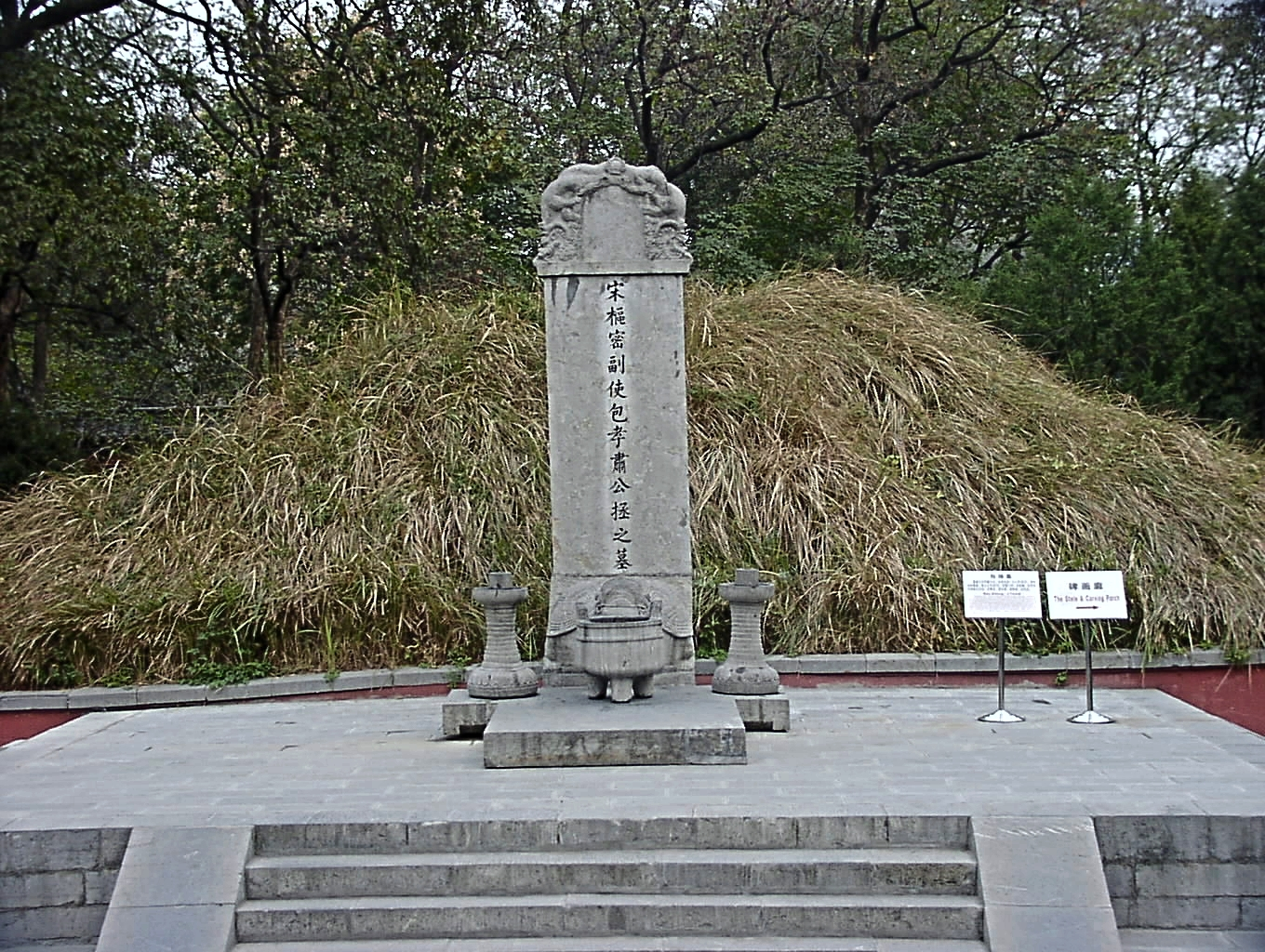
Могила Бао Чжэна в Хэфэе

После смерти Бао Чжэн был обожествлён как Бао-гун («князь Бао» или «владыка Бао») и приравнен к Гуань Юю. При проведении особо сложных расследований его духу приносились жертвы, также ему молятся с целью вынесения благоприятного приговора. Изображается с чёрным лицом (этот цвет считается символом неподкупности) и в некоторых легендах даже упоминается его чудесное рождение, связанное с черноликим духом Куй-сином.
Впоследствии появились предания о его сошествиях в подземное царство (Диюй) для расследования преступлений, совершённых на земле, и он стал почитаем и как один из судей загробного мира, наказывающий там духов. Несколько городов Китая объявили Бао Чжэна своим городским богом-покровителем.
Главный мемориальный храм Бао Чжэна находится на его родине, в центре города Хэфэй.

## В художественной литературе

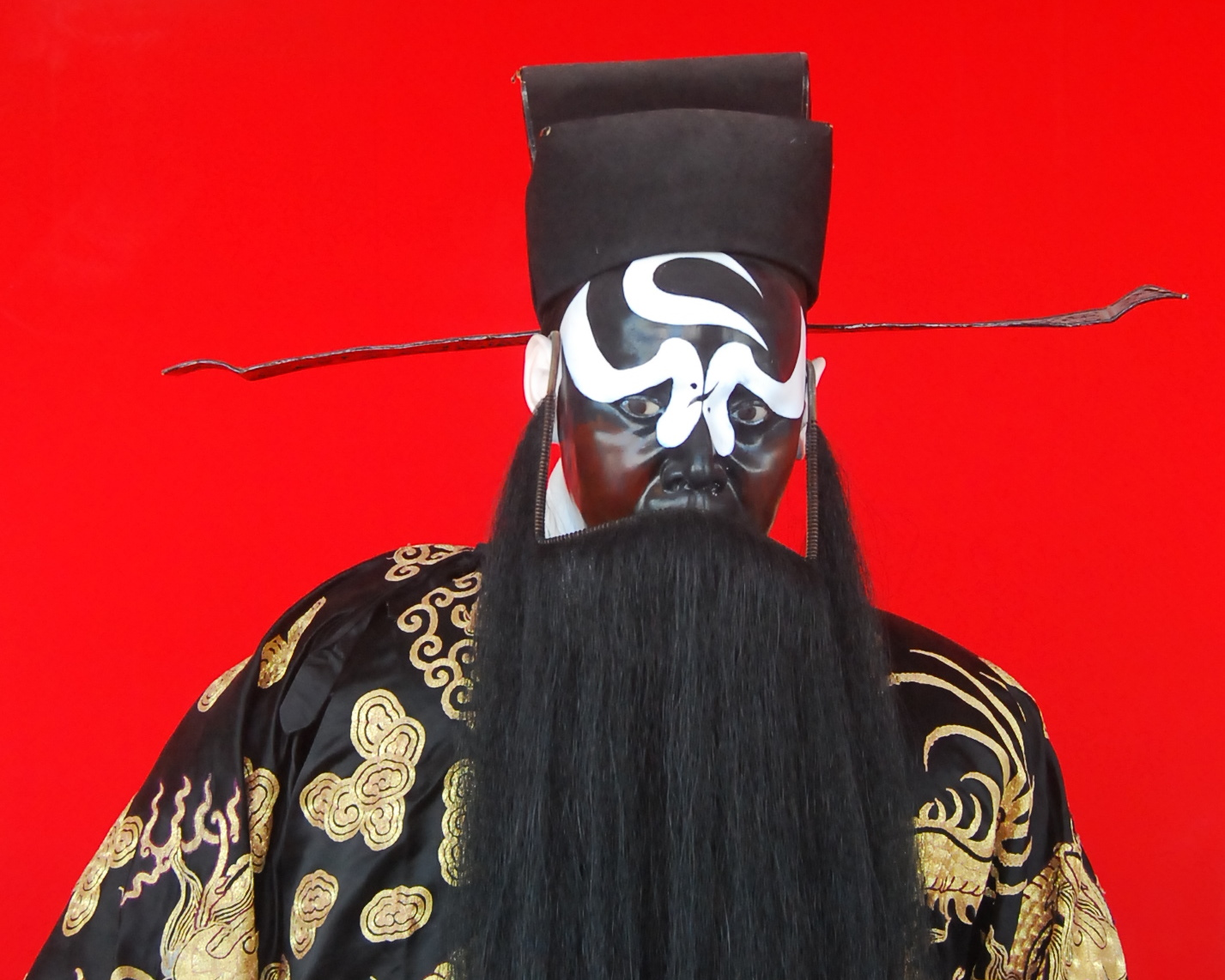
Судья Бао в постановке Пекинской оперы.

Образ идеального судьи после его смерти использовался в многочисленных художественных произведениях и авантюрных средневековых повестях (начиная с драм XIII—XIV веков), превратившись в литературный образ судьи Бао. 
Уже первые легенды повествуют о его умении расследовать запутанные преступления, например в расследовании дела о мышах-оборотнях. Те обманули некого повстречавшегося им студента, направлявшегося в столицу: одна из них приняла его облик и явилась к его жене, после чего тот подал жалобу на своего двойника, дошедшую до первого министра. Но облик последнего приняла ещё одна мышь, после чего обнаружились двойники и у самих государя, государыни и Бао. В итоге, судья решил дело, представ в чудесном сне перед Юй-ди. Бог ниспослал на землю своего Нефритового кота, изловившего мышей. 
Образ судьи Бао выведен в ряде последующих романов («Пин яо чжуань» — «Усмирение нечисти», XIV век; «Сань ся у и» — «Трое храбрых, пятеро справедливых» Ши Юйкуня, XIX век) и позднесредневековых народных повестей (сборник «Луи-ту гунъань», «Дела, разрешённые судьёй Лун-ту»). Прозвище Бао Лун-ту, которое он носит в фольклоре, означает «Бао из павильона Драконова печать» (так называлась палата во дворце, где выпало служить Бао Чжэну и где император Жэнь-цзун предавался литературным занятиям). 